# Von Agenten gejagt
Von Agenten gejagt (Originaltitel: Journey into Fear) ist ein US-amerikanischer Agentenfilm aus dem Jahr 1943 von Norman Foster nach dem gleichnamigen Buch (Deutsche Übersetzung von 1975: Die Angst reist mit) von Eric Ambler. Teile des Films wurden von Orson Welles gedreht, der ihn auch produzierte.

## Handlung
Bei einem Treffen zwischen dem amerikanischen Waffenspezialisten Howard Graham und seinem Geschäftspartner Kopeikin in einem Istanbuler Nachtclub assistiert ersterer einem auftretenden Zauberkünstler. Während eines Tricks fällt ein Schuss und der Magier ist tot.
Der Ermittler Haki vermutet, dass der Anschlag eigentlich Graham galt und schickt diesen auf ein Schiff, das Batumi zum Ziel hat. Schon auf dem Schiff trifft Graham den Deutschen Dr. Haller sowie Banat, der einer der Verdächtigen für den Anschlag ist. In Batumi angekommen, zwingen ihn diese beide in ein Auto, doch Graham gelingt es, die Flucht zu ergreifen. Er will zu einem Hotel, in dem er sich mit seiner Frau verabredet hat.
Dort angekommen trifft er erneut auf seine Kontrahenten, die sich als Nazi-Agenten entpuppen. Im Verlauf einer Auseinandersetzung, an der auch Haki beteiligt ist, stirbt Banat.

## Hintergrund
Zunächst war vorgesehen, dass Orson Welles die Regie in dem Film übernimmt, doch nach einiger Zeit übergab er diese an Norman Foster. Orson Welles wurde daher im Film nur noch als Drehbuchautor und Produzent aufgeführt, nicht jedoch als Regisseur. Gleichwohl wurden einige Szenen, darunter die Schlussszene, von Welles gedreht.
Später gab Orson Welles an, der Film sei von den Produzenten massakriert worden. Für Cotten, Foster und ihn sei er so etwas wie ein private joke gewesen.

### Veröffentlichung
Eine 91-minütige Fassung wurde im August 1942 zur Probe aufgeführt, eine um circa 20 Minuten gekürzte Fassung lief 1943 unter anderem in Mexiko, den USA und Australien an. In Deutschland lief der Film nicht im Kino, sondern erst 1972 erstmals im Fernsehen.

### Synchronisation
Die deutsche Synchronfassung entstand bei der Interopa Film, Berlin. Gert Weber schrieb das Dialogbuch und führte Regie.
| Rolle                  | Darsteller      | Synchronsprecher        |
| ---------------------- | --------------- | ----------------------- |
| Graham                 | Joseph Cotten   | Michael Chevalier       |
| Josette                | Dolores del Río | Renate Schroeter        |
| Haki                   | Orson Welles    | Martin Hirthe           |
| Stephanie              | Ruth Warrick    | Inge Landgut            |
| Mrs. Matthews          | Agnes Moorehead | Käte Jaenicke           |
| Gogo Martel            | Jack Durant     | Edgar Ott               |
| Kopeikin               | Everett Sloane  | Harry Wüstenhagen       |
| Prof. Haller / Muller  | Eustace Wyatt   | Friedrich W. Bauschulte |
| Matthews               | Frank Readick   | Reinhold Brandes        |
| Kuvetil                | Edgar Barrier   | Gerd Martienzen         |
| Magier                 | Hans Conried    | Jochen Schröder         |
| Übersetzer für Kapitän | Stefan Schnabel | Hans Walter Clasen      |

## Rezeption
Das Lexikon des Internationalen Films beschreibt den Film als „mit abenteuerlichem Nervenkitzel aufstaffierte[n], hochdramatisch und atmosphärisch dicht entwickelte[n] Agentenfilm“.
Der Journalist Peter Buchka kritisiert vor allen Dingen die „Ungereimtheiten des Films“ und sieht auch in den von Welles gedrehten Szenen keinen positiven Beitrag hierzu. Davon abgesehen betrachtet er den Film im Kontext von Welles Werk als einen Wendepunkt. Demnach sei er „das Ende einer rückwärtsgerichteten, psychologisierenden Suche nach den Ursachen einer (persönlichen) Gegenwart und den Anfang eines Lebens, in dem es keinen Halt, keinen Mittelpunkt mehr gibt.“